# Daniel Brühl

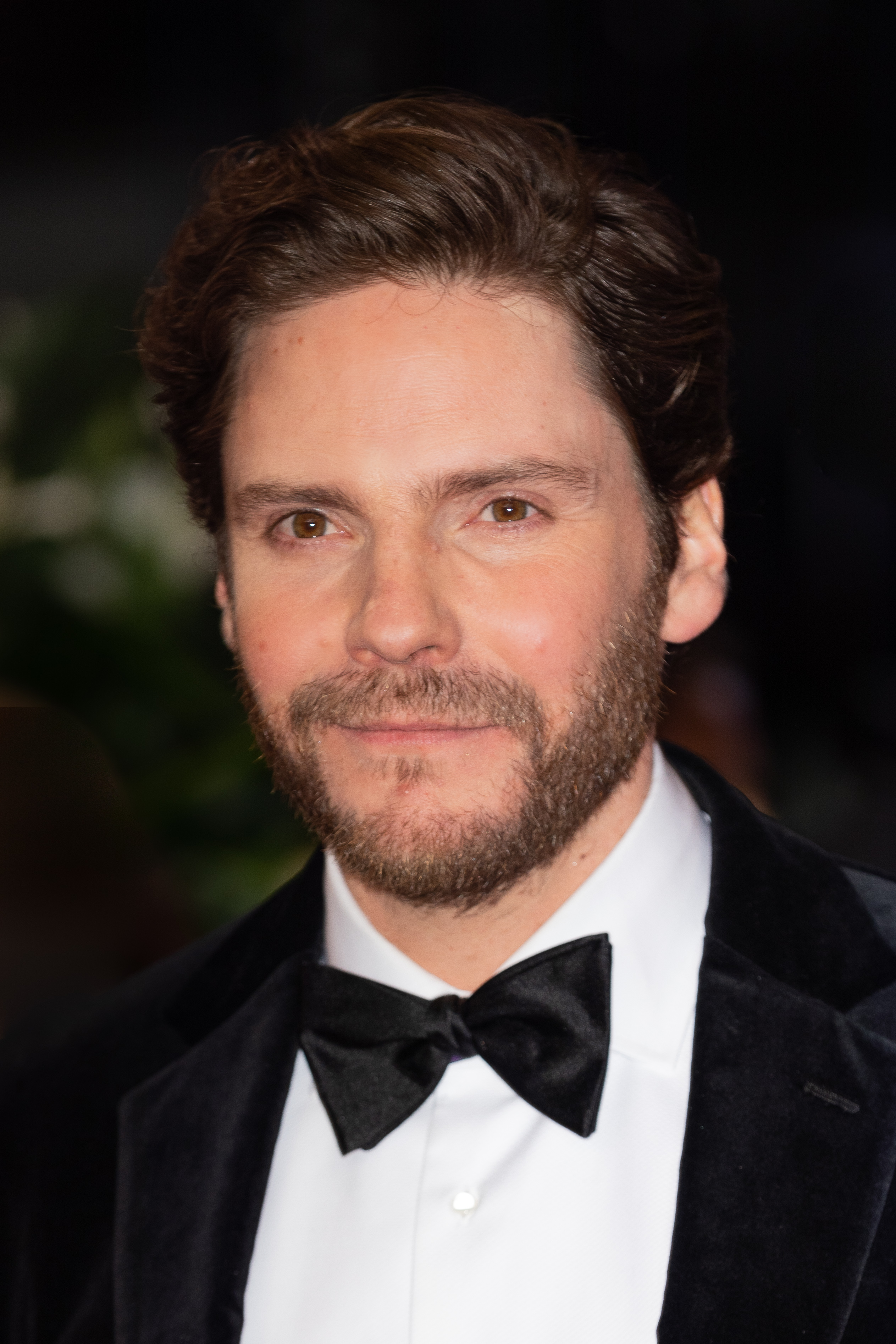
Daniel Brühl (2020)

Daniel César Martín Brühl González (* 16. Juni 1978 in Barcelona) ist ein deutsch-spanischer Schauspieler, Filmregisseur, Synchronsprecher und Hörbuchsprecher.

## Leben
Daniel Brühl ist der Sohn des deutschen Fernsehregisseurs Hanno Brühl und der spanischen Lehrerin Marisa González Domingo; er spricht Deutsch, Katalanisch, Spanisch, Englisch, Französisch und Italienisch.
Brühl wuchs in Köln auf, wo er das Dreikönigsgymnasium besuchte. Mit acht Jahren gewann er einen Vorlesewettbewerb und kam daraufhin zum Hörfunk des WDR. Auf Hörspiel- und Synchronsprecherrollen folgten erste Fernseharbeiten. 1994 machte er in dem Fernsehfilm Svens Geheimnis auf sich aufmerksam. Außerdem spielte er für kurze Zeit in der Daily Soap Verbotene Liebe der ARD die Rolle des Straßenkindes Benji. In einer Musikgruppe seiner Schule war er Sänger. Im Film Schlaraffenland (1999) war er zum ersten Mal auf der Kinoleinwand zu sehen. Brühl verweigerte den Wehrdienst und wurde Zivildienstleistender, nachdem sein Versuch, ausgemustert zu werden, gescheitert war.
International bekannt wurde Brühl durch die Hauptrolle des Alexander Kerner im Kinofilm Good Bye, Lenin! (2003), für die er vielfach ausgezeichnet wurde. Den Film sahen sechs Millionen Zuschauer weltweit im Kino. Der Film Salvador – Kampf um die Freiheit (Spanien, 2006), für den Brühl die Titelrolle erhielt, war einer der größten Publikumserfolge des spanischen Filmjahres 2007. 2008 fanden unter anderem in Leipzig die Dreharbeiten für den Film Lila, Lila (nach dem gleichnamigen Roman von Martin Suter) statt. Im selben Jahr spielte er in Krabat den Altgesellen Tonda, einen guten Freund von Krabat. In Quentin Tarantinos Oscar-nominiertem Film Inglourious Basterds spielte er den deutschen Kriegshelden Fredrick Zoller. Seine Hauptrolle in dem spanischen Science-Fiction-Drama Eva brachte ihm 2012 in Spanien mehrere Nominierungen für Filmpreise ein. 2013 übernahm er in dem Formel-1-Motorsport-Drama Rush – Alles für den Sieg die Rolle des jungen Niki Lauda, für die er eine Nominierung in der Kategorie Bester Nebendarsteller bei den Golden Globe Awards 2014 erhielt. 2016 war er in The First Avenger: Civil War in der Rolle des Helmut Zemo, dem Widersacher des Titelhelden, zu sehen. Auch in der Disney+-Serie The Falcon and the Winter Soldier verkörpert er Zemo. Von 2018 bis 2020 war er in der Netflix-Serie The Alienist in der Hauptrolle zu sehen.
2021 erhielt er für sein Regiedebüt Nebenan eine Einladung in den Wettbewerb der 71. Internationalen Filmfestspiele Berlin.
Er spielte Matthias Erzberger in dem bei den British Academy Film Awards 2023 mehrfach ausgezeichneten Film Im Westen nichts Neues (2022).
Über seine Leistung in der Mini-Serie Becoming Karl Lagerfeld (2024) schrieb der Filmjournalist Dieter Oßwald: „Mit charismatischem Charme beweist der 45-jährige Schauspieler einmal mehr, dass er zu den besten Darstellern seiner Generation gehört. Brühl gibt dem tragischen Schneiderlein eine Grandezza, die Lagerfeld sicher gefallen hätte.“
Brühl war 2003 eines der Gründungsmitglieder der Deutschen Filmakademie. 2017 wurde er in die Academy of Motion Picture Arts and Sciences aufgenommen, die jährlich die Oscars vergibt. 2018 wurde ihm der Europäische Kulturpreis Taurus verliehen.

## Privates
Brühl hat einen Bruder und eine Schwester. Er und die Schauspielerin Jessica Schwarz lernten sich 2001 bei den Dreharbeiten von Nichts bereuen kennen, verlobten sich und waren bis 2006 miteinander liiert.
Brühl ist mit der Psychologin Felicitas Rombold verheiratet, mit der er seit 2016 einen Sohn hat, und lebt nach langer Zeit in Berlin nun in Spanien. Im August 2020 wurden beide erneut Eltern eines Jungen. 2025 wurde die Geburt des dritten Kindes bekannt.
Die Schauspieler Katharina Schüttler und Denis Moschitto sind seine Jugendfreunde.

## Soziales Engagement
Seit 2014 unterstützt Daniel Brühl als Botschafter die Hear the World Foundation, die sich für Chancengleichheit und erhöhte Lebensqualität von Menschen mit Hörverlust einsetzt. In seiner Rolle als Botschafter war er 2015 im Hear the World-Kalender porträtiert; der Kalender wird jährlich zu Gunsten der Stiftung verkauft.

## Gastronomie
Brühl ist seit 2011 gemeinschaftlicher Betreiber der Tapas-Bar „Raval“ in Berlin-Kreuzberg; seine zweite Tapas-Bar in Berlin-Prenzlauer Berg wurde im November 2017 neun Monate nach der Eröffnung geschlossen.

## Filmografie

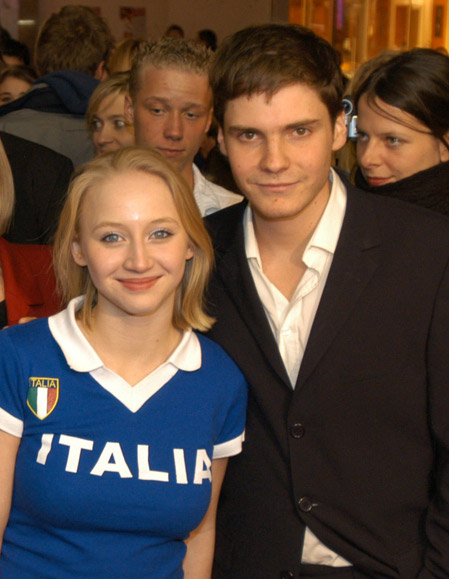
Daniel Brühl und Anna Maria Mühe (2004)

- 1994: Svens Geheimnis (Fernsehserie)
- 1995: Verbotene Liebe (Fernsehserie, 16 Folgen)
- 1996: Der Pakt – Wenn Kinder töten (Fernsehfilm)
- 1997: Blutiger Ernst (Fernsehfilm)
- 1997: Polizeiruf 110: Der Sohn der Kommissarin (Fernsehfilm)
- 1998: Tatort: Gefährliche Zeugin (Fernsehfilm)
- 1999: Schlaraffenland
- 1999: Sturmzeit (Fernsehserie)
- 1999: Hin und weg (Fernsehfilm)
- 1999: Kwom und der König der Affen (Le Château des singes, Deutsche Stimme von Kwom)
- 2000: Deeply
- 2000: Stundenhotel
- 2000: Eine Hand voll Gras
- 2000: Tatort: Die kleine Zeugin (Fernsehfilm)
- 2000: Ein mörderischer Plan (Fernsehfilm)
- 2000: Schule
- 2000: Honolulu
- 2001: Nichts bereuen
- 2001: Das weiße Rauschen
- 2002: Elefantenherz
- 2002: Vaya con Dios
- 2003: Good Bye, Lenin!
- 2003: Die Klasse von ’99 – Schule war gestern, Leben ist jetzt
- 2003: Der letzte Flug
- 2003: Bärenbrüder (Brother Bear, Deutsche Stimme von Kenai)
- 2004: Was nützt die Liebe in Gedanken
- 2004: Der Duft von Lavendel (Ladies in Lavender)
- 2004: Farland
- 2004: Die fetten Jahre sind vorbei
- 2005: Merry Christmas (Joyeux Noël)
- 2006: Cargo
- 2006: Salvador – Kampf um die Freiheit (Salvador)
- 2006: Cars (Deutsche Stimme von Lightning McQueen)
- 2006: Ein Freund von mir
- 2006: Bärenbrüder 2 (Brother Bear 2, Deutsche Stimme von Kenai)
- 2007: 2 Tage Paris (2 Days in Paris)
- 2007: Das Bourne Ultimatum (The Bourne Ultimatum)
- 2008: Das Lager – Wir gingen durch die Hölle (In Tranzit)
- 2008: Krabat
- 2008: Un poco de chocolate
- 2008: Las Madres de Elna
- 2009: John Rabe
- 2009: Die Gräfin (The Countess)
- 2009: Inglourious Basterds
- 2009: Lila, Lila
- 2009: Dinosaurier – Gegen uns seht ihr alt aus!
- 2010: Kóngavegur 7
- 2010: Die kommenden Tage
- 2011: Der ganz große Traum
- 2011: Eva
- 2011: Und wenn wir alle zusammenziehen? (Et si on vivait tous ensemble?)
- 2011: Intruders
- 2012: 2 Tage New York (2 Days in New York)
- 2012: 7 Tage in Havanna (7 días en La Habana)
- 2012: Casino Barcelona – Die Glückssträhne (The Pelayos)
- 2013: Inside Wikileaks – Die fünfte Gewalt (The Fifth Estate)
- 2013: Rush – Alles für den Sieg (Rush)
- 2014: A Most Wanted Man
- 2014: Die Augen des Engels (The Face of an Angel)
- 2015: Die Frau in Gold (Woman in Gold)
- 2015: Ich und Kaminski
- 2015: Colonia Dignidad – Es gibt kein Zurück (Colonia)
- 2015: Im Rausch der Sterne (Burnt)
- 2016: Jeder stirbt für sich allein (Alone in Berlin)
- 2016: The First Avenger: Civil War (Captain America: Civil War)
- 2016: Das Versprechen (Dokumentarfilm)
- 2017: Die Frau des Zoodirektors (The Zookeeper’s Wife)
- 2018–2020: The Alienist – Die Einkreisung (The Alienist, Fernsehserie)
- 2018: The Cloverfield Paradox
- 2018: 7 Tage in Entebbe (7 Days in Entebbe)
- 2019: My Zoe
- 2021: The Falcon and the Winter Soldier (Fernsehserie, 5 Folgen)
- 2021: Nebenan (auch Regie)
- 2021: The King’s Man: The Beginning (The King’s Man)
- 2022: Im Westen nichts Neues
- 2023: La Contadora de Películas
- 2024: 2 Win
- 2024: Becoming Karl Lagerfeld (Miniserie)
- 2024: Eden
- 2024: The Franchise (Fernsehserie)
- 2024: Race for Glory: Audi vs. Lancia

## Hörbücher und Hörspiele
- 2000: Der grüne Leguan von Carlo Lucarelli, WDR 2000/46’37
- 2007: Der Lügner von Stephen Fry, Random House Audio, gekürzt, 4 CDs, 260 Min., ISBN 978-3-86604-760-0.
- 2009: Lila, Lila von Martin Suter, Diogenes Verlag Zürich, gekürzt, 5 CDs, 355 Min., ISBN 978-3-257-80285-6.
- 2009: Die Einsamkeit der Primzahlen (La solitudine dei numeri primi) von Paolo Giordano, Random House Audio, gekürzt, 307 Min., ISBN 978-3-8371-0878-1.
- 2014: Philip Stegers: Die Siedlung – Regie: Benjamin Quabeck (Kriminalhörspiel – WDR)

## Veröffentlichungen
- mit Javier Cáceres: Ein Tag in Barcelona. Ullstein Verlag, Berlin 2011, ISBN 978-3-550-08832-2.
- mit Atilano Gonzales: ¡Tapas! Die spanische Küche der Bar Raval. Heel Verlag, Königswinter 2014, ISBN 978-3-86852-950-0.

## Auszeichnungen
- 2001: Bayerischer Filmpreis – Bester Nachwuchsdarsteller in Nichts bereuen, Vaya con Dios, Das weisse Rauschen
- 2002: New Faces Award – Bester Nachwuchsdarsteller in Nichts bereuen, Vaya con Dios, Das weisse Rauschen
- 2002: Deutscher Filmpreis – Bester Hauptdarsteller in Nichts bereuen, Vaya con Dios, Das weisse Rauschen
- 2002: Preis der deutschen Filmkritik in Vaya con Dios und Das weisse Rauschen
- 2003: Deutscher Filmpreis – Bester Hauptdarsteller in Good Bye, Lenin!, Elefantenherz
- 2003: Berlinale – Deutscher Shooting Star des europäischen Films
- 2003: Bambi – Film National
- 2004: Jupiter – Bester Hauptdarsteller in Good Bye, Lenin!
- 2003: Europäischer Filmpreis – Bester Darsteller und Publikumspreis für den besten Darsteller in Good Bye, Lenin!
- 2004: Europäischer Filmpreis – Publikumspreis für den besten Darsteller in Was nützt die Liebe in Gedanken
- 2005: Adenauer-de-Gaulle-Preis – zusammen mit Audrey Tautou
- 2007: Nominierung Goya – Bester Hauptdarsteller in Salvador – Kampf um die Freiheit
- 2014: Nominierung Golden Globe Award – Bester Nebendarsteller in Rush – Alles für den Sieg
- 2014: Nominierung Critics’ Choice Movie Award – Bester Nebendarsteller in Rush – Alles für den Sieg
- 2014: Nominierung Screen Actors Guild Award – Bester Nebendarsteller in Rush – Alles für den Sieg
- 2014: Nominierung British Academy Film Award – Bester Nebendarsteller in Rush – Alles für den Sieg
- 2014: Stern auf dem Boulevard der Stars in Berlin
- 2015: GQ Männer des Jahres – Film national
- 2018: Europäischer Kulturpreis Taurus[19]
- 2019: Nominierung Golden Globe Award – Bester Hauptdarsteller – Mini-Serie oder TV-Film in The Alienist – Die Einkreisung[20]
- 2025: Berliner Bär (B.Z.-Kulturpreis)